# Santa Eulalia de Paradela
Paradela (llamada oficialmente Santalla de Paradela) es una parroquia española del municipio de Paradela, en la provincia de Lugo, Galicia.

## Otras denominaciones
La parroquia también es conocida por los nombres de Santa Eulalia de Paradela y Santabaia de Paradela.

## Organización territorial
La parroquia está formada por siete entidades de población, constando cuatro de ellas en el nomenclátor del Instituto Nacional de Estadística español:
- A Lagoa
- Cepadas (As Cepadas)
- Cerxal (Cereixal)
- O Campo
- Sandomil
- Santalla
- Toexe

## Demografía
| Gráfica de evolución demográfica de Paradela entre 2000 y 2020 |
|                                                                |
| Datos según el nomenclátor publicado por el INE.               |